# Statek widmo (legenda)

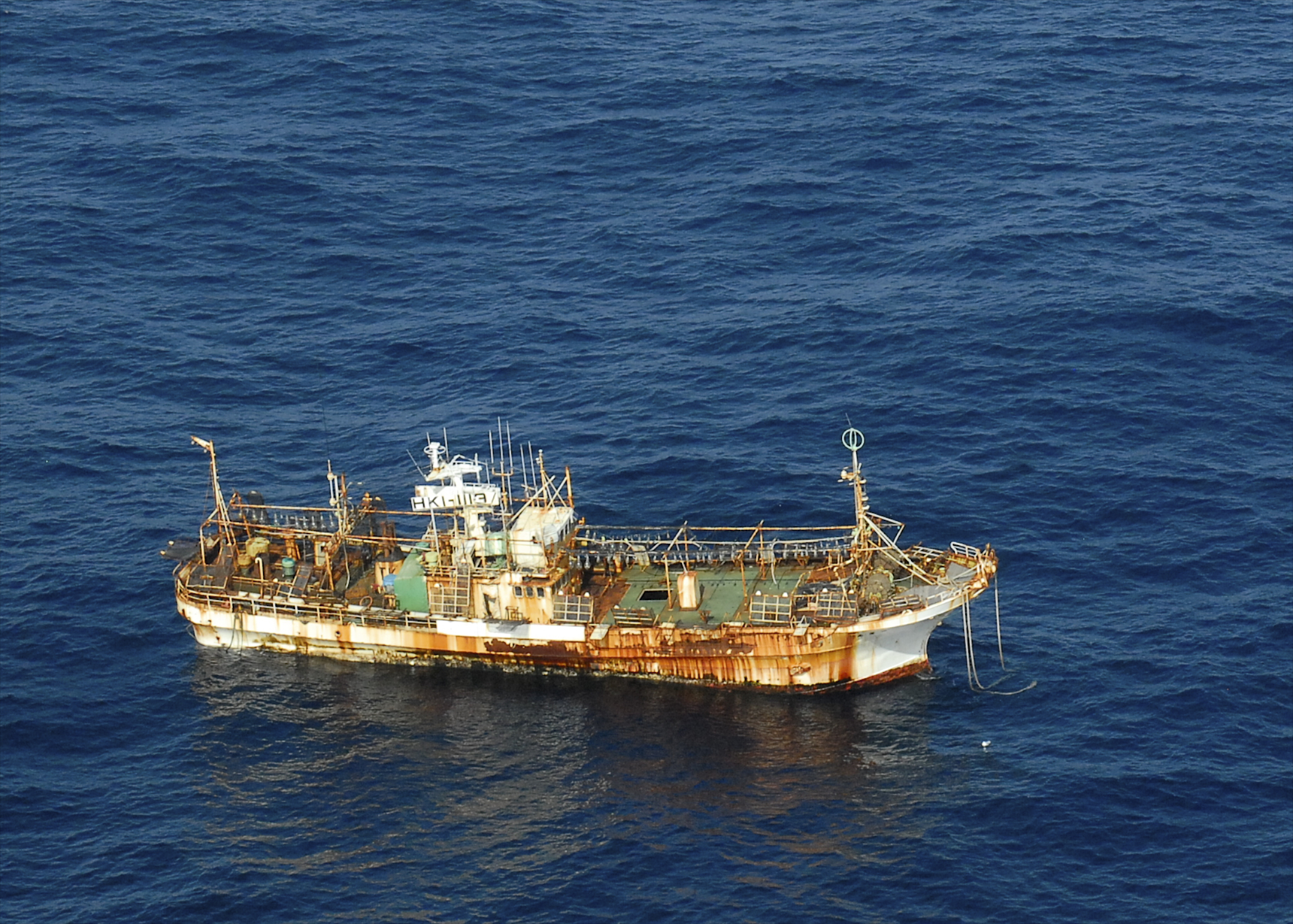
Japoński statek rybacki Ryou-Un Maru dryfujący w zatoce Alaska (2012)

Statek widmo (też: okręt widmo) – określa się w ten sposób statki zarówno realne, jak i legendarne oraz mitologiczne, których pojawienie się na morzu otacza aura tajemniczości.

## Rodzaje statków widmo
Termin statek widmo ma trzy znaczenia:
1. W legendach żeglarskich statek z zaświatów, pojawiający się na morzu i znikający niespodziewanie, którego załogę stanowią duchy zmarłych marynarzy.
2. W legendach żeglarskich statek dryfujący po morzu. Jego załogę stanowią ludzie, którzy w wyniku klątwy, uroku, czarów lub kary bożej nie mogą opuścić jego pokładu i są skazani na wieczną tułaczkę. Najsłynniejszym legendarnym statkiem widmo tego typu jest Latający Holender.
3. Występujący w świecie realnym statek lub okręt dryfujący po morzu lub oceanie bez załogi. Najbardziej znanym statkiem widmo tego typu była słynna brygantyna o nazwie "Mary Celeste".